# Cesari de Nazianz
Cesari de Nazianz (en llatí Caesarius, en grec antic Καισάρειος) va ser un metge grec més conegut com a germà de Gregori de Nazianz el teòleg. Fill de pares cristians (el seu pare Gregori era bisbe de Nazianz) el van educar en la religió cristiana i enviar a Alexandria per seguir els seus estudis, on va dedicar-se sobretot a la geometria, astronomia, aritmètica i medicina.
Va prendre la professió de metge i es va establir a Constantinoble on va gaudir de gran reputació i va acabar com a metge i amic de l'emperador Constanci II (337-361). En pujar al tron Julià l'Apòstata, Cesari va ser invitat per l'emperador a fer apostasia, però va refusar i va optar per retornar al seu país. L'any 364, quan Julià ja havia mort, va ser cridat altre cop a la cort per Jovià, i va ser força apreciat, per l'emperador i pels seus successors, Valent i Valentinià I, un dels quals el va nomenar qüestor a Bitínia. Es va salvar de manera miraculosa al terratrèmol de Nicea, i el seu germà Gregori va aprofitar per enviar-li una carta, que es conserva, on li exigia que abandonés tota preocupació mundana i es consagrés al servei de Déu. No va ser possible complir aquesta petició ja que va morir el 369 poc després del seu bateig. El seu germà va pronunciar la seva oració funerària, que encara existeix, i que dona les informacions conegudes sobre la seva vida. Gregori va escriure també petits poemes sobre la mort del seu germà.
Sota el seu nom es conserva una obra curta titulada Πεύσεις, Quaestiones Theologicae et Philosophicae, però encara que Foci li atribueix, la seva autoria és discutida.
Va ser declarat sant i la seva memòria es commemora el 25 de febrer.